# Malei
Malei (en rus: Малей) és un poble de l'óblast de Lípetsk, a Rússia, que el 2013 tenia 157 habitants. Pertany al districte rural de Griazi.